# 잉그바르 욘손
잉그바르 욘손(아이슬란드어: Ingvar Jónsson, 1989년 10월 18일 ~ )은 현재 사네피오르에서 골키퍼로 활약하고 있는 아이슬란드의 축구 선수이다.

## 국가대표 경력
2014년 11월 12일, 잉그바르는 벨기에와의 경기에서 하프 타임 외그문두르 크리스틴손과 교체되어 데뷔전을 치렀다.